# Фьораванти, Валентино
Валентино Фиораванти (11 сентября 1764 — 16 июня 1837) — итальянский оперный композитор.

## Биография
Родился в Риме. Учился у Николы Салы, Феделе Фенароли, Джакомо Инсагуине и Джакомо Тритто в Неаполе. Наиболее известен произведениями в жанре опера-буффа, мастерство которых признавал Джоаккино Россини.
Дебютная опера «Приключение Бертольдино» (итал. Le avventure di Bertoldino) поставлена в Риме в 1784 году. Наиболее известная опера — «Деревенские певицы» (итал. Le cantatrici villane, 1799). Всего написал около 70 опер.
В 1816 году занял должность капельмейстера Сикстинской капеллы. Среди сочинений Фиораванти появляется множество произведений в жанре духовной музыки, уступающей, однако, его операм. В 1824 году Фиораванти окончательно отказывается от сочинения комических опер.
Валентино Фиораванти скончался в Капуе в возрасте 72 лет. Его старший сын, Джузеппе Фиораванти, стал известным оперным певцом. Младший сын, Винченцо Фиораванти (1799—1877), пошёл по стопам отца, написав более 40 опер.